# Lacurile (okręg Ardżesz)
Lacurile – wieś w Rumunii, w okręgu Ardżesz, w gminie Ciofrângeni. W 2011 roku liczyła 634 mieszkańców.